# Équation d'état de Redlich-Kwong

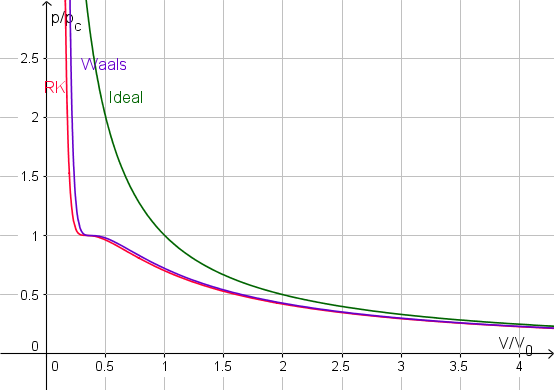
Isotherme critique pour un gaz réel selon le modèle de Redlich-Kwong par rapport au modèle de van der Waals et au gaz parfait.

L'équation d'état de Redlich-Kwong est, en physique et en thermodynamique, une équation d'état empirique.
Elle est généralement plus précise que l'équation d'état de van der Waals aux températures supercritiques. Elle a été formulée par Otto Redlich (en) et Joseph Neng Shun Kwong (en) en 1949,. Ils ont démontré qu'une équation d'état cubique à deux paramètres rendait bien compte des données expérimentales dans de nombreuses situations, au même niveau que les plus complexes modèle de Bearrie-Bridgeman ou équation de Benedict-Webb-Rubin (en) utilisés à l'époque. L'équation de Redlich-Kwong a été modifiée à de nombreuses reprises pour améliorer sa précision lors de la prédiction des propriétés de la phase vapeur de certains composés ou pour mieux rendre compte des équilibres liquide-vapeur à plus basse température. La modification la plus connue est celle proposée par Giorgio Soave en 1972.

## Définition

### Équation
L'équation d'état de Redlich-Kwong s'écrit :
avec :
- {\displaystyle P} la pression du gaz ;
- {\displaystyle R} la constante des gaz parfaits ;
- {\displaystyle T} la température ;
- {\displaystyle {\bar {V}}} le volume molaire {\displaystyle {\bar {V}}=V/n} ;
- {\displaystyle n} la quantité de matière ;
- {\displaystyle a} une constante qui tient compte de l'attraction entre molécules ;
- {\displaystyle b} une constante qui corrige les erreurs de volume.

L'équation de Redlich-Kwong peut également s'écrire sous la forme d'un polynôme de degré trois en {\displaystyle Z}, le facteur de compressibilité :
{\displaystyle {\frac {P{\bar {V}}}{RT}}={\frac {\bar {V}}{{\bar {V}}-b}}-{\frac {a}{RT{\sqrt {T}}\left({\bar {V}}+b\right)}}}
{\displaystyle Z={\frac {Z}{Z-B}}-{\frac {A}{Z+B}}}
avec :
- {\displaystyle A={\frac {aP}{R^{2}T^{5/2}}}} ;
- {\displaystyle B={\frac {bP}{RT}}} ;
- {\displaystyle Z={\frac {P{\bar {V}}}{RT}}}.

Cette équation peut être résolue numériquement par la méthode de Cardan.
Le facteur de compressibilité critique vaut :
{\displaystyle Z_{\mathrm {c} }={1 \over 3}}

### Champ d'application
L'équation d'état de Redlich-Kwong est utilisable pour le calcul des propriétés de la phase vapeur pour dans les domaines tels que la pression réduite {\displaystyle P_{\mathrm {r} }={\frac {P}{P_{\mathrm {c} }}}} est inférieure à la moitié de la température réduite {\displaystyle T_{\mathrm {r} }={\frac {T}{T_{\mathrm {c} }}}} :
{\displaystyle P_{\mathrm {r} }<{\frac {1}{2}}T_{\mathrm {r} }}

### Paramètresaetb
Pour un corps pur, les paramètres {\displaystyle a} et {\displaystyle b} sont calculés à partir des pression et température critiques mesurables expérimentalement selon :
avec :
- {\displaystyle P_{\mathrm {c} }} la pression critique du corps pur ;
- {\displaystyle T_{\mathrm {c} }} la température critique du corps pur ;
- {\displaystyle R} la constante universelle des gaz parfaits.

Dans le cas d'un mélange de {\displaystyle N} corps, les paramètres {\displaystyle a} et {\displaystyle b} sont calculés classiquement selon les règles de mélange suivantes :
avec :
- {\displaystyle x_{i}} la fraction molaire du corps {\displaystyle i} ;
- {\displaystyle a_{m}} le paramètre {\displaystyle a} de l'équation de Redlich-Kwong pour le mélange ;
- {\displaystyle a_{i,j}={\sqrt {a_{i}a_{j}}}\left(1-k_{i,j}\right)} avec :
  - {\displaystyle a_{i}} le paramètre {\displaystyle a} de l'équation de Redlich-Kwong pour le corps {\displaystyle i} pur ;
  - {\displaystyle k_{i,j}} un paramètre d'interaction binaire entre le corps {\displaystyle i} et le corps {\displaystyle j}, déterminé expérimentalement, avec {\displaystyle k_{i,j}=k_{j,i}} et {\displaystyle k_{i,i}=0} ;
- {\displaystyle b_{m}} le paramètre {\displaystyle b} de l'équation de Redlich-Kwong pour le mélange ;
- {\displaystyle b_{i}} le paramètre {\displaystyle b} de l'équation de Redlich-Kwong pour le corps {\displaystyle i} pur.

La règle de mélange sur le covolume revient à écrire :
{\displaystyle b_{m}=\sum _{i=1}^{N}\sum _{j=1}^{N}b_{i,j}x_{i}x_{j}}
avec {\displaystyle b_{i,j}={1 \over 2}\left(b_{i}+b_{j}\right)}.

## Fugacité

### Pour un corps pur
Pour un corps pur (liquide ou gazeux) le coefficient de fugacité calculé avec l'équation d'état de Redlich-Kwong vaut :
ou, sous forme adimensionnelle :

### Pour un corps dans un mélange
Dans ce qui suit est considéré un mélange de {\displaystyle N} corps. Le calcul du coefficient de fugacité d'un corps dans un mélange (liquide ou gazeux) dépend des règles de mélange employées pour le calcul des paramètres {\displaystyle a} et {\displaystyle b}. Les expressions données ci-dessous ne sont valables qu'avec les règles de mélange classiques.
Le coefficient de fugacité de tout corps {\displaystyle i} du mélange est calculé selon :
ou, sous forme adimensionnelle :
avec :
- {\displaystyle A_{m}={a_{m}P \over R^{2}T^{5/2}}} le terme de cohésion normé pour le mélange ;
- {\displaystyle A_{i}={a_{i}P \over R^{2}T^{5/2}}} le terme de cohésion normé pour le corps {\displaystyle i} dans le mélange ;
- {\displaystyle B_{m}={b_{m}P \over RT}} le covolume molaire normé pour le mélange ;
- {\displaystyle B_{i}={b_{i}P \over RT}} le covolume molaire normé pour le corps {\displaystyle i} dans le mélange ;
- {\displaystyle {\bar {V}}} le volume molaire du mélange ;
- {\displaystyle Z={P{\bar {V}} \over RT}} le facteur de compressibilité du mélange ;
- {\displaystyle \delta _{i}={2\sum _{j=1}^{N}a_{i,j}x_{j} \over a_{m}}=2{{\sqrt {A_{i}}} \over A_{m}}\sum _{j=1}^{N}\left[{\sqrt {A_{j}}}\left(1-k_{i,j}\right)x_{j}\right]} ;
- {\displaystyle \phi _{i}} le coefficient de fugacité du corps {\displaystyle i} en mélange.

## Postérité: l'équation de Soave-Redlich-Kwong
Dans la notation générale des équations d'état cubiques, il est courant d'introduire la fonction {\displaystyle \alpha }, dépendante de la température, qui dans le cas de l'équation d'état de Redlich-Kwong vaut :
{\displaystyle \alpha \!\left(T\right)={1 \over {\sqrt {T \over T_{\mathrm {c} }}}}={1 \over {\sqrt {T_{\mathrm {r} }}}}}
avec {\displaystyle T_{\mathrm {r} }=T/T_{\mathrm {c} }} la température réduite. Cette fonction vaut 1 lorsque {\displaystyle T=T_{\mathrm {c} }}. Elle est incluse dans l'expression du paramètre {\displaystyle a} qui dès lors dépend de la température :
{\displaystyle a\!\left(T\right)=0,42748{\frac {R^{2}{T_{\mathrm {c} }}^{2}}{P_{\mathrm {c} }}}\alpha \!\left(T\right)}
Normalisé, ce paramètre devient :
{\displaystyle A={\frac {a\!\left(T\right)P}{R^{2}T^{2}}}}
L'équation d'état de Redlich-Kwong est réécrite selon :
{\displaystyle P={\frac {RT}{{\bar {V}}-b}}-{\frac {a\!\left(T\right)}{{\bar {V}}\left({\bar {V}}+b\right)}}}
Sous cette forme, la règle de mélange classique concernant le paramètre {\displaystyle a} inclut la fonction {\displaystyle \alpha } de chacun des constituants du mélange dans le calcul de {\displaystyle a_{m}}.
En 1972 l'ingénieur italien Giorgio Soave remplace la fonction {\displaystyle \alpha } originale par une expression plus complexe faisant intervenir le facteur acentrique {\displaystyle \omega } :
{\displaystyle \alpha =\left(1+\left(0,480+1,574\,\omega -0,176\,\omega ^{2}\right)\left(1-T_{\mathrm {r} }^{\,0,5}\right)\right)^{2}}
Cette nouvelle équation d'état est appelée équation d'état de Soave-Redlich-Kwong. L'équation d'état de Redlich-Kwong est une équation à deux paramètres : {\displaystyle a} et {\displaystyle b}. L'équation de Soave-Redlich-Kwong est une équation à trois paramètres : {\displaystyle a}, {\displaystyle b} et {\displaystyle \omega }.